# Mur du Bas-Empire (Nîmes)
Le mur du Bas-Empire est un mur situé à Nîmes dans le département du Gard en région Occitanie.

## Protection
Le mur du Bas-Empire est classé au titre des monuments historiques par arrêté du 28 août 1980.